# Taounate (província)
A província de Taounate está localizada no país jbala, na região de Fez-Meknès. É uma província predominantemente rural e tem uma área de 5.585 km² e 662.246 habitantes (em 2014). A sua capital é a cidade de Taounate.

## Limites
Os limites administrativos da província são:
- Norte pela província de  Xexuão.
- Noroeste pela província de Ouezzane.
- Leste pela província de Taza
- Oeste pela província de Sidi Kacem.
- Sul pela prefeitura de Fez.

## Clima
O clima é mediterrâneo. A classificação do clima é Csa de acordo com a Köppen e Geiger. 17.0 °C é a temperatura média. 655 mm é a pluviosidade média anual.

## Paisagem geográfica
A província é dividida em duas partes distintas, a parte norte, com relevo montanhoso, cobre cerca de 40% da área total da província, com altitudes que vão até 1800 m. É atravessada por seis grandes rios que constituem os principais afluentes de Oued Ouergha. A parte sul, com relevo montanhoso, cobre uma área de aproximadamente 3300 km². As altitudes variam de 1000m em Jbel Zeddour a 150m ao longo do rio Oued Inaouen.

## Organização Administrativa
A província está dividida em 5 Município e 4 círculos (que por sua vez se divide em 44 comunas).

### Os Municípios
Os municipios são divisões de caracter urbano.
| Municípios                   | Área (em km²) | Habitantes em 2014 |
| ---------------------------- | ------------- | ------------------ |
| Taounate (Município)         | 58,8          | 37.616             |
| Karia Ba Mohamed (Município) | 7,16          | 18.762             |
| Ghafsai (Município)          | 7,98          | 6.361              |
| Thar Es-souk                 | 3,76          | 5.182              |
| Tissa (Município)            | 10,8          | 11.195             |

### Os Círculos
Os círculos são divisões de caracter rural, que por sua vez se dividem em comunas.
| Círculos                   | Habitantes em 2014 | Comunas |
| -------------------------- | ------------------ | --- |
| Ghafsai (Círculo)          | 157.245            | El Bibane, Galaz, Kissane, Oudka, Ouartzagh, Ratba, Sidi Haj M'hamed, Sidi Mokhfi, Sidi YahyaBni Zeroual, Tabouda, Tafrant, Timezgana                       |
| Karia Ba Mohamed (Círculo) | 134.923            | Bni Snous, Bouchabel, Rhouazi, Jbabra, Loulja, Mkansa, Moulay Abdelkrim, Moulay Bouchta, Sidi El Abed                                                       |
| Taounate (Círculo)         | 133.164            | Ain Mediouna, Bni Oulid, Bni Ounjel Tafraout, Bouadel, Bouhouda, Fennassa Bab El Hit, Khlalfa, Mezraoua, Rghioua, Tamedit, Zrizer                           |
| Tissa (Círculo)            | 157.798            | Ain Aicha, Ain Legdah, Ain Maatouf, Bouarouss, El Bsabsa, Messassa, Oued Jemaa, Oulad Ayyad, Oulad Daoud, Outabouabane, Ras El Oued, Sidi M'HamedBen Lahcen |

#### As Comunas
Os comunas são divisões de caracter rural, que se agrupam em círculos.
| Comuna                 | Círculo                    | Área (em km²) | Habitantes em 2014 |
| ---------------------- | -------------------------- | ------------- | ------------------ |
| El Bibane              | Ghafsai (Círculo)          | 36            | 6.303              |
| Galaz                  | Ghafsai (Círculo)          | 149           | 17.333             |
| Kissane                | Ghafsai (Círculo)          | 112           | 13.390             |
| Oudka                  | Ghafsai (Círculo)          | 102           | 8.494              |
| Ouartzagh              | Ghafsai (Círculo)          | 159           | 14.381             |
| Ratba                  | Ghafsai (Círculo)          | 166           | 16.825             |
| Sidi Haj M'hamed       | Ghafsai (Círculo)          | 51            | 9.326              |
| Sidi Mokhfi            | Ghafsai (Círculo)          | 81            | 8.705              |
| Sidi YahyaBni Zeroual  | Ghafsai (Círculo)          | 111           | 15.452             |
| Tabouda                | Ghafsai (Círculo)          | 131           | 16.618             |
| Tafrant                | Ghafsai (Círculo)          | 135           | 14.246             |
| Timezgana              | Ghafsai (Círculo)          | 125           | 16.172             |
| Bni Snous              | Karia Ba Mohamed (Círculo) | 87            | 8.811              |
| Bouchabel              | Karia Ba Mohamed (Círculo) | 160           | 16.084             |
| Rhouazi                | Karia Ba Mohamed (Círculo) | 173           | 18.081             |
| Jbabra                 | Karia Ba Mohamed (Círculo) | 130           | 18.592             |
| Loulja                 | Karia Ba Mohamed (Círculo) | 136           | 15.956             |
| Mkansa                 | Karia Ba Mohamed (Círculo) | 231           | 23.155             |
| Moulay Abdelkrim       | Karia Ba Mohamed (Círculo) | 80            | 7.392              |
| Moulay Bouchta         | Karia Ba Mohamed (Círculo) | 190           | 14.347             |
| Sidi El Abed           | Karia Ba Mohamed (Círculo) | 53            | 12.505             |
| Ain Mediouna           | Taounate (Círculo)         | 99            | 15.770             |
| Bni Oulid              | Taounate (Círculo)         | 127,5         | 10.324             |
| Bni Ounjel Tafraout    | Taounate (Círculo)         | 70            | 6.962              |
| Bouadel                | Taounate (Círculo)         | 41            | 12.684             |
| Bouhouda               | Taounate (Círculo)         | 140           | 26.236             |
| Fennassa Bab El Hit    | Taounate (Círculo)         | 64            | 11.381             |
| Khlalfa                | Taounate (Círculo)         | 98            | 14.681             |
| Mezraoua               | Taounate (Círculo)         | 110           | 8.317              |
| Rghioua                | Taounate (Círculo)         | 40            | 4.218              |
| Tamedit                | Taounate (Círculo)         | 280           | 14.669             |
| Zrizer                 | Taounate (Círculo)         | 54            | 7.922              |
| Ain Aicha              | Tissa (Círculo)            | 198           | 25.417             |
| Ain Legdah             | Tissa (Círculo)            | 257           | 11.422             |
| Ain Maatouf            | Tissa (Círculo)            | 87            | 10.104             |
| Bouarouss              | Tissa (Círculo)            | 177           | 18.147             |
| El Bsabsa              | Tissa (Círculo)            | 77            | 8.019              |
| Messassa               | Tissa (Círculo)            | 67            | 9.501              |
| Oued Jemaa             | Tissa (Círculo)            | 170           | 9.190              |
| Oulad Ayyad            | Tissa (Círculo)            | 128           | 9.566              |
| Oulad Daoud            | Tissa (Círculo)            | 121           | 11.978             |
| Outabouabane           | Tissa (Círculo)            | 90            | 9.856              |
| Ras El Oued            | Tissa (Círculo)            | 159           | 15.778             |
| Sidi M'HamedBen Lahcen | Tissa (Círculo)            | 208           | 18.820             |

## Demografia

### Evolução populacional
O crescimento populacional na província foi a seguinte:
| 1994    | 2004    | 2014    |
| ------- | ------- | ------- |
| 628.847 | 668.232 | 662.246 |

## Economia

### Agricultura
As propriedades agricolas são pequenas (5 ha, em média) e metade da terra é usada para semeadura. Como alternativa contra o estresse hídrico num ambiente semi-árido, ligado às mudanças climáticas, a proporção dedicada as árvores frutíferas (figueiras, amendoeiras) e olivais está a aumentar de uma forma acentuada. Culturas vegetais, leguminosas (feijão, lentilha, ervilha) e forragem ocupam 15% da área agrícola útil. A criação de gado é constituido por ovelhas e cabras. Os azinheiras e os sobreiros partilham uma área florestal frágil (40.000 ha), frequentemente desmatada ou incendiada para dar espaço ao cultivo de cannabis.

### Minerais
Na província existem recursos minerais, sal (Tissa) e estrôncio (Karia Ba Mohamed).